# Gonia zimini
Gonia zimini là một loài ruồi trong họ Tachinidae.